# Let's Dance 10 år
Let's Dance 10 år var ett jubileumsprogram för att fira 10-årsjubileet av TV-programmet Let's Dance som hade premiär i TV4 den 8 maj 2015. Programledare var som tidigare säsong Jessica Almenäs och David Hellenius. Domare var Dermot Clemenger, Ann Wilson och Tony Irving. I omgången som pågick i fyra veckor tävlade åtta par från tidigare säsonger. Vinnare blev Anton Hysén och Sigrid Bernson.

## Tävlande[2]
- Anna Book och David Watson - finalist - säsong 1 (2006)
- Arja Saijonmaa och Tobias Karlsson - fjärde plats - säsong 1 (2006)
- Magnus Samuelsson och Annika Sjöö - vinnare - säsong 4 (2009)
- Laila Bagge och Tobias Wallin - finalist - säsong 4 (2009)
- Morgan Alling och Helena Fransson - tredje plats - säsong 4 (2009)
- Anton Hysén och Sigrid Bernson - vinnare - säsong 7 (2012)
- Steffo Törnquist och Cecilia Ehrling - finalist - säsong 9 (2014)
- Gunhild Carling och Kristjan Lootus - tredje plats - säsong 9 (2014)

## Summa jurypoäng
| Par                  | Plats | 1  | 2  | 3        | 4        |
| -------------------- | ----- | -- | -- | -------- | -------- |
| Anton och Sigrid     | 1     | 30 | 30 | 28+10=38 | 27+30=57 |
| Morgan och Helena    | 2     | 30 | 27 | 23+12=35 | 27+30=57 |
| Magnus och Annika    | 3=    | 21 | 23 | 25+6=31  | 26       |
| Arja och Tobias K.   | 3=    | 23 | 29 | 28+4=32  | 29       |
| Anna och David       | 5     | 28 | 26 | 26+8=34  |          |
| Gunhild och Kristjan | 6=    | 23 | 24 |          |          |
| Steffo och Cecilia   | 6=    | 26 | 22 |          |          |
| Laila och Tobias W.  | 8     | 26 |    |          |          |

Röda siffror paret som fick lägst antal poäng från juryn den veckan.
Gröna siffror  paret som fick högst antal poäng från juryn den veckan.
     paret som blev utslagna från tävlingen.
     de två paren som fick lägst jurypoäng samt tittarröster.
     paret som var sist att kallas säker.
     vinnande paret.
     paret som kom på andra plats.

## Program

### Program 1
Sändes den 8 maj 2015. Danser som dansades i första programmet var quickstep, cha cha, tango, samba, jive, rumba, paso doble och slowfox.
1. Laila Bagge och Tobias Wallin - Quickstep (Everybody need somebody)
2. Magnus Samuelsson och Annika Sjöö - Cha cha (Thriller)
3. Gunhild Carling och Kristjan Lootus - Tango (Money money money)
4. Anton Hysén och Sigrid Bernson - Samba (Ai se eu te pego)
5. Steffo Törnquist och Cecilia Ehrling - Jive (Tusen och en natt)
6. Arja Saijonmaa och Tobias Karlsson - Rumba (Angels)
7. Anna Book och David Watson - Paso doble (Gypsy dance)
8. Morgan Alling och Helena Fransson -  Slowfox (Sakta vi gå genom stan)

#### Juryns poäng
| Nr | Tävlingspar                          | Dermot Clemenger | Ann Wilson | Tony Irving | Poängsumma |
| -- | ------------------------------------ | ---------------- | ---------- | ----------- | ---------- |
| 1  | Laila Bagge och Tobias Wallin        | 9                | 8          | 9           | 26         |
| 2  | Magnus Samuelsson och Annika Sjöö    | 7                | 7          | 7           | 21         |
| 3  | Gunhild Carling och Kristjan Lootus  | 8                | 8          | 7           | 23         |
| 4  | Anton Hysén och Sigrid Bernson       | 10               | 10         | 10          | 30         |
| 5  | Steffo Törnquist och Cecilia Ehrling | 9                | 9          | 8           | 26         |
| 6  | Arja Saijonmaa och Tobias Karlsson   | 8                | 8          | 7           | 23         |
| 7  | Anna Book och David Watson           | 9                | 9          | 10          | 28         |
| 8  | Morgan Alling och Helena Fransson    | 10               | 10         | 10          | 30         |

#### Utröstningen
Listar de två par som erhöll minst tittar- och juryröster.

Den av dessa två som är markerad med mörkgrå färg är den som tvingats lämna tävlingen (den till vänster).
| Lägst antal poäng             |                                    |
| Laila Bagge och Tobias Wallin | Arja Saijonmaa och Tobias Karlsson |

### Program 2
Sändes den 15 maj 2015. Danser som dansades i andra programmet var tango, cha cha, samba, vals, salsa, paso doble och slowfox.
1. Magnus Samuelsson och Annika Sjöö - Tango (A view to a kill)
2. Anna Book och David Watson - Samba (Alla vill till himmelen men ingen vill dö)
3. Steffo Törnquist och Cecilia Ehrling - Paso doble (Pompeii)
4. Arja Saijonmaa och Tobias Karlsson - Vals (Jag vill tacka livet)
5. Morgan Alling och Helena Fransson -  Salsa (En kväll i juni)
6. Gunhild Carling och Kristjan Lootus - Slowfox (Pack up)
7. Anton Hysén och Sigrid Bernson - Cha cha (Det gör ont)

#### Juryns poäng
| Nr | Tävlingspar                          | Dermot Clemenger | Ann Wilson | Tony Irving | Poängsumma |
| -- | ------------------------------------ | ---------------- | ---------- | ----------- | ---------- |
| 1  | Magnus Samuelsson och Annika Sjöö    | 8                | 8          | 7           | 23         |
| 2  | Anna Book och David Watson           | 9                | 9          | 8           | 26         |
| 3  | Steffo Törnquist och Cecilia Ehrling | 7                | 7          | 8           | 22         |
| 4  | Arja Saijonmaa och Tobias Karlsson   | 10               | 9          | 10          | 29         |
| 5  | Morgan Alling och Helena Fransson    | 9                | 9          | 9           | 27         |
| 6  | Gunhild Carling och Kristjan Lootus  | 8                | 8          | 8           | 24         |
| 7  | Anton Hysén och Sigrid Bernson       | 10               | 10         | 10          | 30         |

#### Utröstningen
Listar de tre par som erhöll minst tittar- och juryröster.

De två av dessa tre som är markerad med mörkgrå färg är den som tvingats lämna tävlingen (de två till vänster).
| Lägst antal poäng                    |                                     |                            |
| Steffo Törnquist och Cecilia Ehrling | Gunhild Carling och Kristjan Lootus | Anna Book och David Watson |

### Program 3
Sändes den 22 maj 2015. Danser som dansades i tredje programmet var jive, cha cha, slowfox, salsa, och bugg.
1. Morgan Alling och Helena Fransson -  Jive (Johnny the Rocker)
2. Anton Hysén och Sigrid Bernson - Salsa (Call me maybe)
3. Arja Saijonmaa och Tobias Karlsson - Slowfox (Brinner i bröstet)
4. Anna Book och David Watson - Cha cha (I really like you)
5. Magnus Samuelsson och Annika Sjöö - Bugg (Sånt är livet)

#### Juryns poäng
| Nr | Tävlingspar                        | Dermot Clemenger | Ann Wilson | Tony Irving | Extra poäng | Poängsumma |
| -- | ---------------------------------- | ---------------- | ---------- | ----------- | ----------- | ---------- |
| 1  | Morgan Alling och Helena Fransson  | 8                | 8          | 7           | 12          | 35         |
| 2  | Anton Hysén och Sigrid Bernson     | 9                | 9          | 10          | 10          | 38         |
| 3  | Arja Saijonmaa och Tobias Karlsson | 9                | 10         | 9           | 4           | 32         |
| 4  | Anna Book och David Watson         | 8                | 8          | 10          | 8           | 34         |
| 5  | Magnus Samuelsson och Annika Sjöö  | 8                | 9          | 8           | 6           | 31         |

#### Utröstningen
Listar de två par som erhöll minst tittar- och juryröster.

Den av dessa två som är markerad med mörkgrå färg är den som tvingats lämna tävlingen (de två till vänster).
| Lägst antal poäng          |                                    |
| Anna Book och David Watson | Arja Saijonmaa och Tobias Karlsson |

### Program 4
Sändes den 29 maj 2015. Danser som dansades i fjärde programmet är slowfox, tango, paso doble, samba och cha cha.

#### Danser

##### Dans 1
1. Anton Hysén och Sigrid Bernson - Slowfox (Hold back the river), Paso doble (Halmstad) och Samba (Blank Space)
2. Magnus Samuelsson och Annika Sjöö - Slowfox (Cool kids), Tango (It takes a fool to remain sane) och Cha cha (Busy doin' nothin')
3. Morgan Alling och Helena Fransson -  Slowfox (Ta mig tillbaka), Paso doble (Summer) och Cha cha (Love runs out)
4. Arja Saijonmaa och Tobias Karlsson - Slowfox (Sugar), Tango (Tommy tycker om mig) och Samba (Brave)

##### Juryns poäng
| Nr | Tävlingspar                        | Dermot Clemenger | Ann Wilson | Tony Irving | Poängsumma |
| -- | ---------------------------------- | ---------------- | ---------- | ----------- | ---------- |
| 1  | Anton Hysén och Sigrid Bernson     | 9                | 9          | 9           | 27         |
| 2  | Magnus Samuelsson och Annika Sjöö  | 8                | 9          | 9           | 26         |
| 3  | Morgan Alling och Helena Fransson  | 9                | 9          | 9           | 27         |
| 4  | Arja Saijonmaa och Tobias Karlsson | 9                | 10         | 10          | 29         |

##### Utröstningen
Listar det två par som erhöll minst tittar- och juryröster.

De två som är markerad med mörkgrå färg är de som tvingats lämna tävlingen (de två till vänster).
| Lägst antal poäng                  |                                   |
| Arja Saijonmaa och Tobias Karlsson | Magnus Samuelsson och Annika Sjöö |

##### Dans 2
1. Anton Hysén och Sigrid Bernson - Shownummer (Candyman)
2. Magnus Samuelsson och Annika Sjöö - Shownummer (Maniac) - Dansande inte
3. Morgan Alling och Helena Fransson -  Shownummer (Marry you)
4. Arja Saijonmaa och Tobias Karlsson - Shownummer (Carmen Habanera) - Dansande inte

##### Juryns poäng
| Nr | Tävlingspar                       | Dermot Clemenger | Ann Wilson | Tony Irving | Poängsumma |
| -- | --------------------------------- | ---------------- | ---------- | ----------- | ---------- |
| 1  | Anton Hysén och Sigrid Bernson    | 10               | 10         | 10          | 30         |
| 3  | Morgan Alling och Helena Fransson | 10               | 10         | 10          | 30         |

#### Vinnare
Listar nedan det par som erhöll flest antal tittarröster och därmed vann Let's Dance 10 år.
| Vinnare                        |
| Anton Hysén och Sigrid Bernson |